# Mistrzostwa Niemiec w piłce nożnej mężczyzn (1961/1962)

## Uczestnicy

### Uczestnicy kwalifikacji
| Werder Brema  | → Drugie miejsce Oberliga Nord 1961/62 |
| FC Schalke 04 | → Drugie miejsce Oberliga West 1961/62 |

### Uczestnicy rundy końcowej
| Hamburger SV            | → Mistrz Oberliga Nord 1961/62            |
| SC Tasmania 1900 Berlin | → Mistrz Vertragsliga Berlin 1961/62      |
| 1. FC Köln              | → Mistrz Oberliga West 1961/62            |
| Borussia Neunkirchen    | → Mistrz Oberliga Südwest 1961/62         |
| FK Pirmasens            | → Drugie miejsce Oberliga Südwest 1961/62 |
| 1. FC Nürnberg          | → Mistrz Oberliga Süd 1961/62             |
| Eintracht Frankfurt     | → Drugie miejsce Oberliga Süd 1961/62     |
| FC Schalke 04           | → Zwycięzca kwalifikacji                  |

## Kwalifikacje
| Drużyna 1     | Wynik               | Drużyna 2    |
| ------------- | ------------------- | ------------ |
| FC Schalke 04 | 4:1 n.V. (1:1, 0:0) | Werder Brema |

## Runda 1

### Grupa 1
| Drużyna 1               | Wynik     | Drużyna 2               |
| ----------------------- | --------- | ----------------------- |
| SC Tasmania 1900 Berlin | 1:2 (1:2) | 1.FC Nürnberg           |
| FC Schalke 04           | 3:2 (0:1) | Borussia Neunkirchen    |
| 1.FC Nürnberg           | 3:2 (0:2) | Borussia Neunkirchen    |
| SC Tasmania 1900 Berlin | 1:1 (0:0) | FC Schalke 04           |
| 1.FC Nürnberg           | 3:1 (2:1) | FC Schalke 04           |
| Borussia Neunkirchen    | 0:1 (0:0) | SC Tasmania 1900 Berlin |

#### Tabela końcowa
| Poz. | Zespół                  | Mecze | Zw. | Rem. | Por. | Bramki | Pkt. |
| ---- | ----------------------- | ----- | --- | ---- | ---- | ------ | ---- |
| 1    | 1.FC Nürnberg           | 3     | 3   | 0    | 0    | 8-4    | 6:0  |
| 2    | SC Tasmania 1900 Berlin | 3     | 1   | 1    | 1    | 3-3    | 3:3  |
| 3    | FC Schalke 04           | 3     | 1   | 1    | 1    | 5-6    | 3:3  |
| 4    | Borussia Neunkirchen    | 3     | 0   | 0    | 3    | 4-7    | 0:6  |

### Grupa 2
| Drużyna 1           | Wynik      | Drużyna 2           |
| ------------------- | ---------- | ------------------- |
| Eintracht Frankfurt | 1:3 (1:1)  | 1. FC Köln          |
| FK Pirmasens        | 3:6 (2:3)  | Hamburger SV        |
| 1. FC Köln          | 1:0 (0:0)  | Hamburger SV        |
| Eintracht Frankfurt | 8:1 (4:0)  | FK Pirmasens        |
| 1. FC Köln          | 10:0 (3:0) | FK Pirmasens        |
| Hamburger SV        | 1:2 (1:2)  | Eintracht Frankfurt |

#### Tabela końcowa
| Poz. | Zespół              | Mecze | Zw. | Rem. | Por. | Bramki | Pkt. |
| ---- | ------------------- | ----- | --- | ---- | ---- | ------ | ---- |
| 1    | 1. FC Köln          | 3     | 3   | 0    | 0    | 14-1   | 6:0  |
| 2    | Eintracht Frankfurt | 3     | 2   | 0    | 1    | 11-5   | 4:2  |
| 3    | Hamburger SV        | 3     | 1   | 0    | 2    | 7-6    | 2:4  |
| 4    | cFK Pirmasens       | 3     | 0   | 0    | 3    | 4-24   | 0:6  |

### Finał
| 12 maja 1962 | 1. FC Köln | 4:0(2:0) | 1. FC Nürnberg | Olympiastadion, Berlin Widzów: 82 700 |
|              |            |          |                |                                       |